# 비리얼 전개
통계역학에서 비리얼 전개(virial展開, 영어: virial expansion)는 상호 작용을 갖는 일반적인 기체의 상태 방정식을 형식적 멱급수로 전개한 것이다.

## 정의
{\displaystyle D}차원의 부피 {\displaystyle V} 속의 용기에 있는 볼츠만 기체가 두 입자 사이의 퍼텐셜
{\displaystyle u(r)}
에 의한 상호 작용을 겪는다고 하자. 즉, 에너지는 다음과 같다.
{\displaystyle E={\frac {1}{2m}}\sum _{i=1}^{N}{\vec {p}}^{2}+\sum _{i\leq j}u(\|{\vec {x}}_{i}-{\vec {x}}_{j}\|)}
이 계의 큰 바른틀 앙상블을 생각하자. 그렇다면, 그 큰 분배 함수는 다음과 같다.
{\displaystyle Z(z,\beta )=\sum _{N=0}^{\infty }{\frac {1}{z}}^{N}{h^{ND}N!}\left(\int \mathrm {d} ^{D}p\exp(-\beta p^{2}/2m)\right)^{N}\int _{V}\mathrm {d} ^{D}x_{1}\dotsi \int _{V}\mathrm {d} ^{D}x_{N}\sum _{i<j}\exp(-\beta u(\|x_{i}-x_{j}\|))}
여기서, 운동량에 대한 적분은 다음과 같은 간단한 가우스 적분이다.
{\displaystyle \int \mathrm {d} ^{D}p\exp(-\beta p^{2}/2m)=(m/2\pi \beta )^{D/2}}
이제, 편의상 다음과 같은 함수를 정의하자.
{\displaystyle v(z,\beta )=z\left({\frac {m}{2\pi \beta }}\right)^{D/2}}
{\displaystyle e(\beta ,r)=\exp(-\beta u(r))-1}
그렇다면, 큰 분배 함수는 다음과 같은, 꼭짓점을 구별한 그래프에 대한 합으로 표현된다. 이는 파인먼 그래프의 일종이다.
{\displaystyle Z(z,\beta )=\sum _{\Gamma \in {\text{lab.gr.}}}{\frac {1}{N!}}\int \mathrm {d} ^{DN}x\,\sum _{i<j}e(\beta ,\|x_{i}-x_{j}\|)}
여기서 {\displaystyle {\text{lab.gr.}}}는 꼭짓점을 구별한 그래프들의 집합이다.
꼭짓점을 구별한 그래프 대신, 꼭짓점을 구별하지 않은 그래프를 사용할 수 있다. 이 경우, 꼭짓점을 구별하지 않은 그래프 {\displaystyle \Gamma }는 {\displaystyle N!/|\operatorname {Aut} (\Gamma )|}개의 꼭짓점을 구별한 그래프에 대응한다. 여기서
{\displaystyle \operatorname {Aut} (\Gamma )\leq \operatorname {Sym} ({\mathtt {V}}(\Gamma ))}
는 {\displaystyle \Gamma }의 자기 동형군이다. {\displaystyle \Gamma }의 꼭짓점 집합을 {\displaystyle {\mathtt {V}}(\Gamma )}, 변 집합을 {\displaystyle {\mathtt {E}}(\Gamma )}로 표기하자. 그렇다면,
{\displaystyle Z(z,\beta )=\sum _{\Gamma \in {\text{gr.}}}{\frac {1}{|\operatorname {Aut} (\Gamma )|}}v^{|{\mathtt {V}}(\Gamma )|}\int \mathrm {d} ^{D|{\mathtt {E}}(\Gamma )|}x\sum _{ij\in {\mathtt {E}}(\Gamma )}e(\beta ,\|x_{i}-x_{j}\|)}
가 된다. 그런데 모든 그래프는 연결 그래프로 유일하게 분해되며, 그 자기 동형군은
{\displaystyle \operatorname {Aut} \left(\bigsqcup _{i}\Gamma _{i}\right)=\prod _{i}\operatorname {Aut} (\Gamma _{i})}
의 꼴이다. 즉,
{\displaystyle Z(z,\beta )=\exp \sum _{\Gamma \in {\text{conn.gr.}}}{\frac {1}{|\operatorname {Aut} (\Gamma )|}}v^{|{\mathtt {V}}(\Gamma )|}\int \mathrm {d} ^{D|{\mathtt {E}}(\Gamma )|}x\sum _{ij\in {\mathtt {E}}(\Gamma )}e(\beta ,\|x_{i}-x_{j}\|)}
의 꼴이다. 여기서 {\displaystyle {\text{conn.gr.}}}는 모든 연결 그래프들의 집합이다.
즉, 이는 다음과 같이 전개된다.
{\displaystyle {\frac {1}{V}}\ln Z(z,\beta )=v+{\frac {1}{2}}v^{2}\epsilon +{\frac {1}{2}}v^{3}\epsilon ^{2}+{\frac {1}{6}}v^{3}\epsilon _{3}+O(v^{4})}
여기서 편의상
{\displaystyle \epsilon (\beta )=\int \mathrm {d} ^{D}x\,e(\beta ,\|x\|)=\operatorname {vol} (\mathbb {S} ^{D-1})\int \mathrm {d} r\,r^{D-1}e(\beta ,r)}
{\displaystyle \epsilon _{3}(\beta )=\int \mathrm {d} ^{D}x\int \mathrm {d} ^{D}y\,e(\beta ,\|x\|)e(\beta ,\|y\|)e(\beta ,\|x-y\|)}
를 정의하였다.
이 합은 사실 무한대로 발산한다. (나무 그래프의 경우 {\displaystyle v}와 {\displaystyle \epsilon }만으로 표현되는데, 나무 그래프의 수만 고려해도 이는 너무 빨리 증가한다.) 이는 파인먼 그래프 전개의 일반적인 성질이다.
이제, 이 계의 압력은
{\displaystyle {\frac {P}{T}}={\frac {\partial \ln Z}{\partial V}}={\frac {1}{V}}\ln Z(z,\beta )}
이다. 입자의 수의 밀도는
{\displaystyle n={\frac {N}{V}}=z{\frac {\partial }{\partial z}}{\frac {\ln Z(z,\beta )}{V}}=v{\frac {\partial }{\partial v}}{\frac {\ln Z(v,\beta )}{V}}=v+v^{2}\epsilon +{\frac {3}{2}}v^{3}\epsilon ^{2}+{\frac {1}{2}}v^{3}\epsilon _{3}+O(v^{4})}
이다. 이 형식적 멱급수의 역함수를 취할 수 있다.
{\displaystyle v(n)=n-n^{2}\epsilon +{\frac {1}{2}}n^{3}\left(\epsilon ^{2}-\epsilon _{3}\right)+O(n^{4})}
즉,
{\displaystyle {\frac {P}{T}}=n-{\frac {1}{2}}n^{2}\epsilon -{\frac {1}{3}}n^{3}\epsilon _{3}+O(n^{4})}
의 꼴의 상태 방정식을 얻는다. 이를 기체의 비리얼 전개라고 한다.

## 성질
퍼텐셜 {\displaystyle u(r)}가 음수라면,
{\displaystyle \epsilon (\beta )=\int \mathrm {d} ^{D}x\,\exp(-\beta u(\|x\|)}
는 {\displaystyle \beta }의 증가에 따라서 증가 함수가 된다. 다시 말해, 온도의 증가에 따라서, 2차 비리얼 계수는 감소한다. 이는 실제 기체의 현상과 같다. 즉, 기체의 경우, 두 입자가 매우 가깝지 않다면 입자 사이에 인력이 존재한다. 이 현상은 판데르발스 기체의 매개 변수 {\displaystyle a}에 해당한다.
만약 {\displaystyle u(r)}가 {\displaystyle r=0}에서 유한하다면, {\displaystyle \epsilon (\beta )}는 고온 극한 {\displaystyle \beta \to 0}에서 0으로 (이상 기체로) 수렴한다. 그러나
{\displaystyle u(r)}가 작은 {\displaystyle r}에 대하여 무한대로 발산한다면, {\displaystyle \epsilon (\beta )}는 {\displaystyle \beta \to 0} 극한에서 0으로 수렴하지 않을 수 있다. 이러한 현상은 실제 기체에서 관측되며, 판데르발스 기체의 매개 변수 {\displaystyle b}에 해당한다.

## 예
판데르발스 기체를 생각하자.
{\displaystyle P\beta ={\frac {n}{1-nb}}-a\beta n^{2}}
이는 테일러 급수 전개를 통해 
{\displaystyle {\frac {P}{T}}=n+(b-\beta a)n^{2}b+n^{3}b^{2}+n^{4}b^{3}+\dotsb }
의 꼴이다. 즉, 이 경우
{\displaystyle {\frac {1}{2}}\epsilon (\beta )=b-\beta a}
의 꼴이다.

## 같이 보기
- 비리얼 정리
- 통계역학
- 상태 방정식

## 참고 문헌
- Huang, Kerson (1967). 《Statistical Mechanics》. New York: John Wiley and Sons.
- Isihara, A. (1971). 《Statistical Physics》. New York: Academic Press.